# 山口直友
山口直友（1544年—1622年10月31日）日本戰國時代至江戶時代初期武將，德川家康家臣、旗本。通稱新五郎、勘兵衛。官位駿河守、從五位下。
1544年（天文十三年）出生，為丹波國新鄉領主赤井時家第四子直之的嫡男。此後，直之從赤井氏獨立，領有信濃國山口之地，改名山口直之，出仕於德川家康。
1585年，山口直友繼承家督之位，前往駿河國的興國寺城，追隨松平清宗，防備小田原的後北條氏。北條氏滅亡後，獲得下總國千葉郡300石的領地，列近習。1598年，加增上總國周准郡230石。
山口直友與九州關係很深。1599年（慶長四年），島津氏與其重臣伊集院氏發生紛爭，史稱莊內之亂。山口直友作為德川家康的使者前去調停，達成島津義久、島津忠恒以及伊集院忠真之間的和解，結束了莊內之亂。1600年關原之戰後，島津義弘逃回薩摩，直友負責同島津氏進行交涉。在島津氏的邀請下，直友的弟弟直行出仕於島津氏。
1601年，獲得大和國山邊郡3000石領地，擔任奏者番之職。後兼任丹波郡代，獲5000石領地。1603年任伏見城番，翌年敘任駿河守，兼任伏見城町奉行。1610年接替大久保長安，擔任大和郡山城番。1614年參加大坂之陣，同年以上使的身份前往長崎，與長崎奉行長谷川左兵衛一起破壞當地的基督教會。
1616年，德川家康病逝，山口直友剃髮出家，法號惠倫。1622年在伏見城死去。
有二子一女，二子為直堅、直治，一女為板倉重昌正室。